# Kevin Jonas

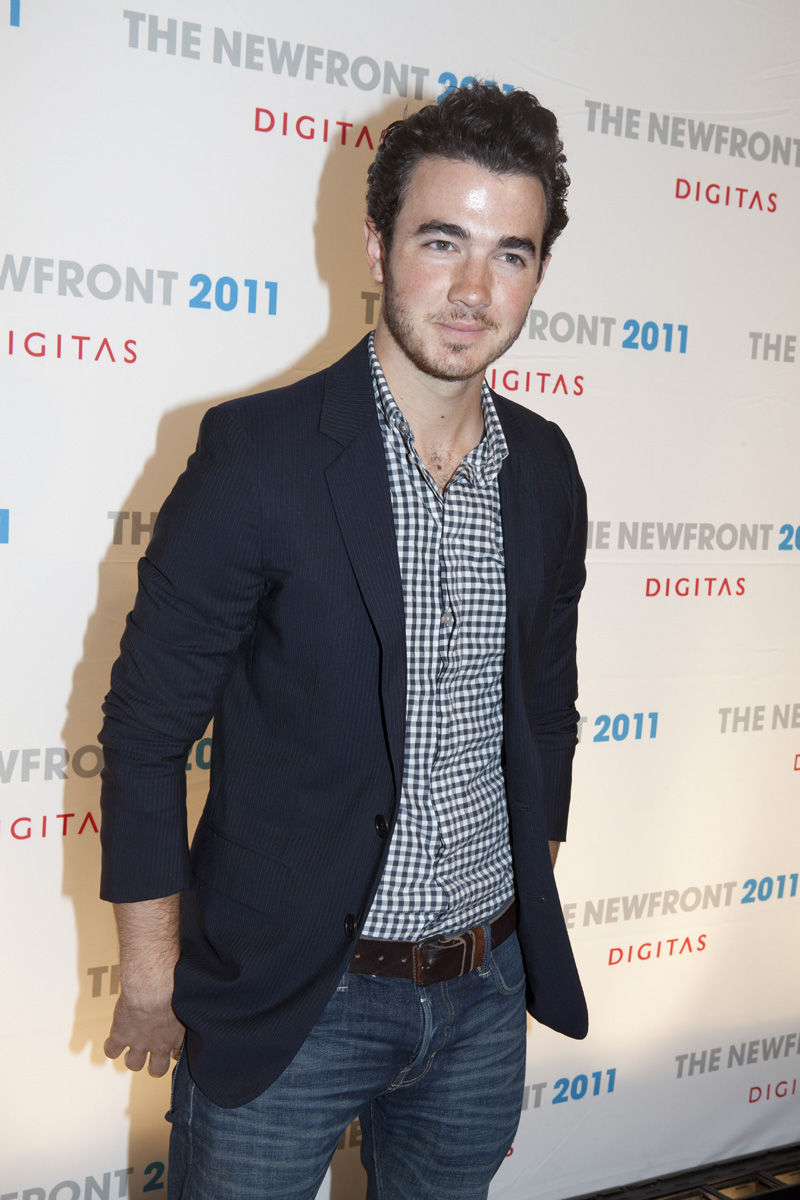
Kevin Jonas (2011)

Paul Kevin Jonas II (* 5. November 1987 in Teaneck, New Jersey) ist ein US-amerikanischer Musiker und Schauspieler und war von 2005 bis 2013 ein Mitglied der Pop/Rock-Band  Jonas Brothers. Seit der Wiedervereinigung 2019 ist Kevin auch wieder ein Teil der Band.

## Leben
Kevin Jonas wuchs in Wyckoff auf. Seine Eltern sind Paul Kevin Jonas, Sr. und Denise Jonas (ehemals Miller). Er hat italienische, deutsche, irische, englische und französisch-kanadische Vorfahren und stammt auch von den Cherokee ab. Sein Vater ist Musiker, Songwriter und ehemaliger Pfarrer einer Assemblies-of-God-Kirche. Seine Mutter war Gebärdensprache-Lehrerin und Sängerin. Kevin Jonas trug bis zu seiner Hochzeit im Dezember 2009 einen sogenannten Purity Ring. Dieser steht für sexuelle Enthaltsamkeit bis zur Ehe. Er hat drei jüngere Brüder, Joe, Nick und Frankie. Joe und Nick sind ebenfalls Mitglied der Band Jonas Brothers. Kevin wurde, genau wie seine Brüder, von seiner Mutter Denise zu Hause schulisch unterrichtet.

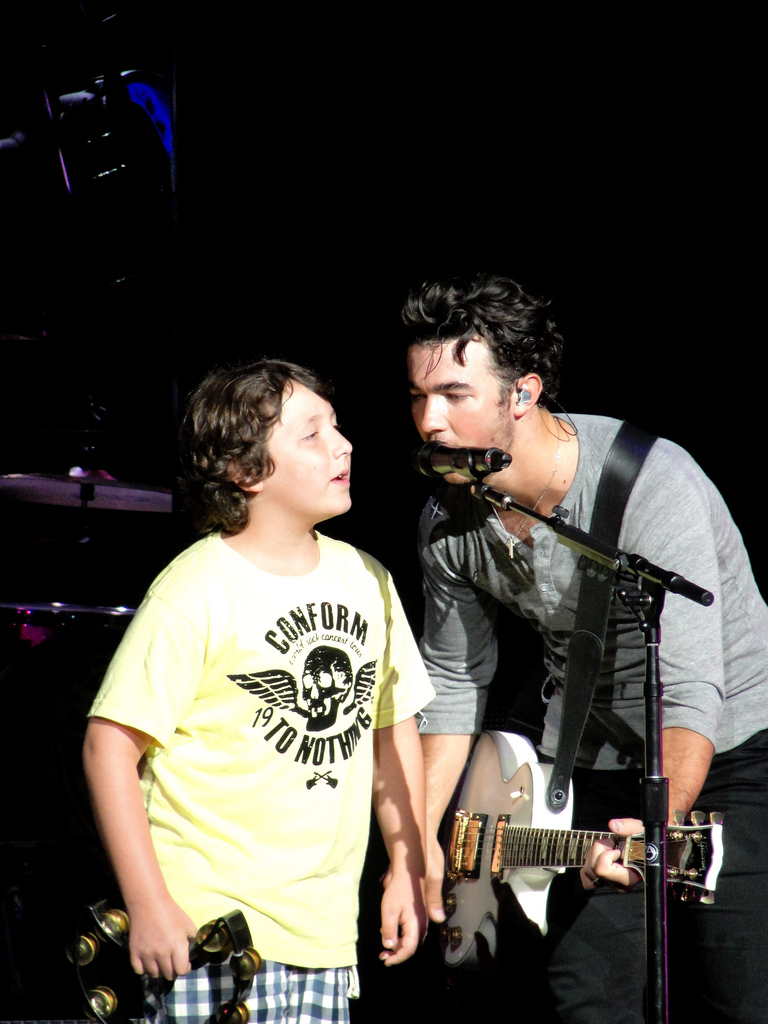
Jonas (rechts) zusammen mit seinem Bruder Frankie (2010)

Für die Jonas Brothers tritt Kevin Jonas als Lead- und Rhythmus-Gitarrist in Erscheinung. Außerdem hat er neben seinen Brüdern den Part des Background-Gesangs. Das erste Album der Band erschien 2006.
International bekannt wurden Jonas und seine Brüder 2008 mit dem Fernsehfilm Camp Rock, bei dem Joe Jonas neben Demi Lovato die Hauptrolle spielt. Die Fortsetzung Camp Rock 2: The Final Jam (2010) war ähnlich erfolgreich wie sein Vorgänger. Im selben Jahr hatte er auch eine Sprechrolle im Film Nachts im Museum 2. Die Jonas Brothers waren in vielen Disney-Serien zu sehen und erhielten 2009 eine eigene Serie mit dem Namen Jonas L.A. (damals noch JONAS). In der Serie spielte Kevin Jonas die Rolle des Kevin Lucas. Im Oktober 2010 wurde die Sendung eingestellt. 2008 und 2009 war er auch im Kino zu sehen, jeweils in 3D-Konzertfilmen. Im Film zur Konzerttour von Miley Cyrus, Hannah Montana & Miley Cyrus: Best of Both Worlds Concert, war er mit seinen Brüdern als Vorband zu sehen, ehe sie dann mit Jonas Brothers: The 3D Concert Experience selbst in Erscheinung traten. Der Film begleitet ihre Burnin’ Up Tour.
Im selben Jahr wie der Film Camp Rock wurde das dritte Album der Band veröffentlicht, A Little Bit Longer. Es erreichte Platz 1 der amerikanischen Charts und Platz 23 in Deutschland. 2009 erschien Lines, Vines and Trying Times. 2013 trennte sich die Band.
Im Februar 2019 vereinigten sich die Jonas Brothers wieder und veröffentlichten die Single Sucker sowie ihr fünftes Album Happiness Begins.
2009 heiratete Kevin Jonas auf dem Oheka Castle auf Long Island. Mit seiner Frau Danielle Jonas hat er seine zwei Töchter Alena und Valentina bekommen, die im Februar 2014 und im Oktober 2016 zur Welt kamen.
In New Jersey wurde Kevin Jonas als Teilhaber der auf Eigenheime spezialisierten Baufirma JonasWerner Homes zum Bauunternehmer.

## Filmografie

### Serien
- 2007 Hannah Montana (Episode 2x16)
- 2008 Band in a Bus (Reality-TV, nur als DVD)
- 2008–2010 Jonas Brothers: Living the Dream (Reality-TV, 27 Episoden)
- 2009/2010 Jonas L.A. (32 Episoden)
- 2012–2013 Married to Jonas

### Filme
- 2008 Hannah Montana & Miley Cyrus: Best of Both Worlds Concert (3D-Kinofilm)
- 2008 Camp Rock (Fernsehfilm)
- 2009 Jonas Brothers - Das ultimative 3D Konzerterlebnis (Jonas Brothers: The 3D Concert Experience) (3D-Kinofilm)
- 2009 Nachts im Museum 2 (Night at the Museum: Battle of the Smithsonian) (Kinofilm, Sprechrolle)
- 2010 Camp Rock 2: The Final Jam (Fernsehfilm)

### Gastauftritte
- 2008 Das Hausbau-Kommando – Trautes Heim, Glück allein (Extreme Makeover: Home Edition) (Fernsehserie, Episode 6x2)
- 2008 Studio DC: Almost Live (2. Show)
- 2009 Saturday Night Live (Fernsehserie, Folge vom 14. Februar 2009)
- 2010 Minute to Win It (Spielshow, Folge vom 12. Mai 2010)
- 2010 Das Hausbau-Kommando – Trautes Heim, Glück allein (Extreme Makeover: Home Edition) (Fernsehserie, Episode 7x17)
- 2010 When I Was 17 (Fernsehshow, Episode 1x4)

## Diskografie
Siehe auch: Jonas Brothers/Diskografie